# Municipis del Cantó de Neuchâtel
Els Municipis del cantó de Neuchâtel (Suïssa) són, agrupats en els 6 districtes, els que segueixen:

## Districte de Boudry
- Auvernier
- Bevaix
- Bôle
- Boudry
- Brot-Dessous
- Colombier
- Corcelles-Cormondrèche
- Cortaillod
- Fresens
- Gorgier
- Montalchez
- Peseux
- Rochefort
- Saint-Aubin-Sauges
- Vaumarcus

## Districte de La Chaux-de-Fonds
- La Chaux-de-Fonds
- La Sagne
- Les Planchettes

## Districte de Le Locle
- Brot-Plamboz
- La Brévine
- La Chaux-du-Milieu
- Le Cerneux-Péquignot
- Le Locle
- Les Brenets
- Les Ponts-de-Martel

## Districte de Neuchâtel
- Cornaux
- Cressier
- Enges
- Hauterive
- La Tène
- Le Landeron
- Lignières
- Neuchâtel
- Saint-Blaise

## Districte de Le Val-de-Ruz
- Boudevilliers
- Cernier
- Chézard-Saint-Martin
- Coffrane
- Dombresson
- Engollon
- Fenin-Vilars-Saules
- Fontainemelon
- Fontaines
- Le Pâquier
- Les Geneveys-sur-Coffrane
- Les Hauts-Geneveys
- Montmollin
- Savagnier
- Valangin
- Villiers

## Districte de Le Val-de-Travers
- Val-de-Travers
- La Côte-aux-Fées
- Les Verrières